# Фаизган
Фаизган е град в Индия, щат Утар Прадеш, регион Барели, окръг Бадаун. Градът през 2001 г. има 10 036 жители.